# Pedro Leitão da Cunha
Pedro Leitão da Cunha (Província do Pará, 1822 — , 16 de novembro de 1887) foi um político brasileiro.
Foi presidente da província de Santa Catarina, nomeado por carta imperial de 22 de novembro de 1862, de 26 de dezembro de 1862 a 19 de dezembro de 1863, quando assumiu o vice-presidente Francisco José de Oliveira, que ficou no cargo até 25 de abril de 1864.
Fidalgo Cavaleiro da Casa Imperial em 1851 e membro adjunto do Conselho Naval, reformou-se no posto de capitão-de-mar-e-guerra.